# پساب کشاورزی
آبی که جهت استفاده در زمینهای کشاورزی به کار می رود پس از مدتی در مکانی دیگر که ممکن است کیلومتر ها دورتر باشد، دوباره به سطح زمین باز می گردد. به این آب پساب کشاورزی می گویند که بسته به نوع خاکی که از آن عبور می کنند حاوی مقادیر زیاد نمک های معدنی هستند.
گرچه در بیشتر موارد این آب به آب های زیر زمینی می پیوندد.
پدیده پساب موضوع تازه ای مربوط به فعالیت های معاصر انسان نیست. بارندگی در مناطق بالا دست ( مرتفع تر ) و خروج آن در پایین دست میلیونها سال قدمت دارد.
آنچه که در این عصر سبب نگرانیهای زیست محیطی شده است، کاربرد گسترده کودهای شیمیایی است که مسمومیت شیمیایی را نیز به شور بودن این آب ها افزوده است.
پساب ها به هیچ عنوان جهت کاربرد دوباره کشاورزی یا نوشیدن مناسب نیستند. برخی کشور ها با صرف هزینه زیاد این آب ها را تصفیه می کنند.
نمونه آپارتمانی پساب و شوره حاصل از آن را می‌شود در کفی گلدان منازل دید.